# نيفيل مكنمارا
نيفيل مكنمارا (بالإنجليزية: Neville McNamara)‏ هو ضابط أسترالي، ولد في 17 أبريل 1923 في Toogoolawah ‏ في أستراليا، وتوفي في 7 مايو 2014 في إقليم خليج جرفيس في أستراليا.